# Șalvirii Vechi, Drochia
Șalvirii Vechi este o localitate în Raionul Drochia, Republica Moldova.

## Demografie

### Structura etnică
Structura etnică a satului conform recensământului populației din 2004:
| Grup etnic         | Populație | % Procentaj |
| ------------------ | --------- | ----------- |
| Ucraineni          | 399       | 77,03%      |
| Moldoveni / Români | 99        | 19,11%      |
| Ruși               | 18        | 3,47%       |
| Bulgari            | 2         | 0,39%       |
| Total              | 518       | 100%        |

## Personalități

### Născuți în Șalvirii Vechi
- Igor Iuzefovici (n. 1968), sportiv, persoană publică și om de afaceri moldovean și rus